# Rimat Hazim
Rimat Hazim (arab. ريمة حازم) – miejscowość w Syrii, w muhafazie As-Suwajda. W 2004 roku liczyła 1627 mieszkańców.